# پریسیلا پادیلا
پریسیلا پادیلا (انگلیسی: Priscila Padilla؛ زادهٔ ۱۱ دسامبر ۱۹۹۹) بازیکن فوتبال اهل مکزیک است.